# 骑龙乡 (蓬安县)
骑龙乡，是中华人民共和国四川省南充市蓬安县曾经下辖的一个乡。2019年10月，撤销骑龙乡，将其所属行政区域划归金甲乡管辖。

## 行政区划
骑龙乡撤销前下辖以下地区：
骑龙村、补巴桥村、关鹿山村、五童梁村、白鹤嘴村、白石包村、河半街村、母家坝村和黄金桥村。